# Sent Jal
Sent Jal (en francès Saint-Jal) és un municipi francès situat al departament de la Corresa i a la regió de la Nova Aquitània.

## Demografia
| 1962                                       | 1968 | 1975 | 1982 | 1990 | 1999 | 2007 |
| ------------------------------------------ | ---- | ---- | ---- | ---- | ---- | ---- |
| 637                                        | 746  | 615  | 617  | 616  | 597  | 637  |
| Des de 1962: població sense dobles comptes |      |      |      |      |      |      |

## Administració
| Període   | Identitat          | Partit |
| --------- | ------------------ | ------ |
| 1995-2008 | Pierre Couloumy    |        |
| 2008-     | Jean Jacques Lauga |        |